# Pont de les Codines
El Pont de les Codines és una obra entre Montesquiu i Sora (Osona) inclosa a l'Inventari del Patrimoni Arquitectònic de Catalunya.

## Descripció
És un pont d'una sola arcada de petites proporcions que travessa la riera de Sora, afluent per la dreta del riu Ter, just al límit entre els municipis de Sora i de Montesquiu. És construït per blocs de pedra tallats de forma irregular i units amb argamassa. Antigament presentava dues baranes de pedra, avui desapareguda. La seva secció és lleugerament apuntada, dent doble pendent a banda i banda. El terra és empedrat. Fa cinc metres de llarg i un parell d'amplada, i la seva alçada sobre el nivell de l'aigua és d'un metre i mig, aproximadament. Tot i l'estat d'abandonament és perfectament transitable.

## Història
Tot i que la tradició l'anomena pont medieval de les Codines, possiblement dati del segle xvii. El seu estat és actualment deplorable degut al desmuntatge de la pràctica totalitat dels murs laterals o baranes al passar-hi camions (ningú se'n va fer ressò). La bellesa del lloc i la senzillesa de les seves línies fan que habitualment sigui visitat per pintors. Tot i que és transitable, el seu estat és lamentable. Caldria una restauració de les baranes i del pis. És un més dels atractius i del patrimoni del Parc Comarcal de Montesquiu.